# Petit Le Mans 2013
Navigation
Édition précédente Édition suivante
La 16e édition du Petit Le Mans se déroule le 19 octobre 2013.
La course est remportée par la Lola B08/60 n°12, pilotée par Nick Heidfeld, Neel Jani et Nicolas Prost, qui était partie en pole.

## Résultats
Voici le classement officiel au terme de la course.
- Les vainqueurs de chaque catégorie sont signalés par un fond jauni.
- Pour la colonne Pneus, il faut passer le curseur au-dessus du modèle pour connaître le manufacturier de pneumatiques.

| Pos    | Cat | n°  | Equipe                          | Pilotes                                                  | Châssis                              | Pneus | Tours |
| Pos    | Cat | n°  | Equipe                          | Pilotes                                                  | Moteur                               | Pneus | Tours |
| ------ | --- | --- | ------------------------------- | -------------------------------------------------------- | ------------------------------------ | ----- | ----- |
| 1      | P1  | 12  | Rebellion Racing                | Nick Heidfeld Neel Jani Nicolas Prost                    | Lola B12/60                          | M     | 394   |
| 1      | P1  | 12  | Rebellion Racing                | Nick Heidfeld Neel Jani Nicolas Prost                    | Toyota RV8KLM 3.4 L V8               | M     | 394   |
| 2      | P2  | 551 | Level 5 Motorsports             | Scott Tucker Ryan Briscoe Marino Franchitti              | HPD ARX-03b                          | M     | 388   |
| 2      | P2  | 551 | Level 5 Motorsports             | Scott Tucker Ryan Briscoe Marino Franchitti              | Honda HR28TT 2.8 L Turbo V6          | M     | 388   |
| 3      | P2  | 01  | Extreme Speed Motorsports       | Scott Sharp Anthony Lazzaro David Brabham                | HPD ARX-03b                          | M     | 388   |
| 3      | P2  | 01  | Extreme Speed Motorsports       | Scott Sharp Anthony Lazzaro David Brabham                | Honda HR28TT 2.8 L Turbo V6          | M     | 388   |
| 4      | P2  | 552 | Level 5 Motorsports             | Guy Cosmo Jonny Kane Peter Dumbreck                      | HPD ARX-03b                          | M     | 387   |
| 4      | P2  | 552 | Level 5 Motorsports             | Guy Cosmo Jonny Kane Peter Dumbreck                      | Honda HR28TT 2.8 L Turbo V6          | M     | 387   |
| 5      | PC  | 8   | BAR1 Motorsports                | Kyle Marcelli Chris Cumming Stefan Johansson             | Oreca FLM09                          | C     | 380   |
| 5      | PC  | 8   | BAR1 Motorsports                | Kyle Marcelli Chris Cumming Stefan Johansson             | Chevrolet 6.2 L V8                   | C     | 380   |
| 6      | PC  | 25  | 8Star Motorsports               | Sean Rayhall Oswaldo Negri                               | Oreca FLM09                          | C     | 380   |
| 6      | PC  | 25  | 8Star Motorsports               | Sean Rayhall Oswaldo Negri                               | Chevrolet 6.2 L V8                   | C     | 380   |
| 7      | PC  | 05  | CORE Autosport                  | Jon Bennett Tom Kimber-Smith Mark Wilkins                | Oreca FLM09                          | C     | 377   |
| 7      | PC  | 05  | CORE Autosport                  | Jon Bennett Tom Kimber-Smith Mark Wilkins                | Chevrolet 6.2 L V8                   | C     | 377   |
| 8      | GT  | 17  | Team Falken Tire                | Bryan Sellers Wolf Henzler Nick Tandy                    | Porsche 911 GT3 RSR (997)            | F     | 375   |
| 8      | GT  | 17  | Team Falken Tire                | Bryan Sellers Wolf Henzler Nick Tandy                    | Porsche 4.0 L Flat-6                 | F     | 375   |
| 9      | GT  | 56  | BMW Team RLL                    | John Edwards Bill Auberlen Dirk Müller                   | BMW Z4 GTE                           | M     | 375   |
| 9      | GT  | 56  | BMW Team RLL                    | John Edwards Bill Auberlen Dirk Müller                   | BMW 4.4 L V8                         | M     | 375   |
| 10     | GT  | 62  | Risi Competizione               | Olivier Beretta Matteo Malucelli Robin Liddell           | Ferrari 458 Italia GT2               | M     | 375   |
| 10     | GT  | 62  | Risi Competizione               | Olivier Beretta Matteo Malucelli Robin Liddell           | Ferrari 4.5 L V8                     | M     | 375   |
| 11     | P1  | 16  | Dyson Racing                    | Chris Dyson Chris McMurry Tony Burgess                   | Lola B12/60                          | M     | 374   |
| 11     | P1  | 16  | Dyson Racing                    | Chris Dyson Chris McMurry Tony Burgess                   | Mazda MZR-R 2.0 L Turbo I4 (Butanol) | M     | 374   |
| 12     | GT  | 55  | BMW Team RLL                    | Maxime Martin Jörg Müller Uwe Alzen                      | BMW Z4 GTE                           | M     | 374   |
| 12     | GT  | 55  | BMW Team RLL                    | Maxime Martin Jörg Müller Uwe Alzen                      | BMW 4.4 L V8                         | M     | 374   |
| 13     | GT  | 93  | SRT Motorsports                 | Kuno Wittmer Jonathan Bomarito Tommy Kendall             | SRT Viper GTS-R                      | M     | 373   |
| 13     | GT  | 93  | SRT Motorsports                 | Kuno Wittmer Jonathan Bomarito Tommy Kendall             | SRT 8.0 L V10                        | M     | 373   |
| 14     | GT  | 3   | Corvette Racing                 | Jan Magnussen Antonio García Jordan Taylor               | Chevrolet Corvette C6.R GT2          | M     | 373   |
| 14     | GT  | 3   | Corvette Racing                 | Jan Magnussen Antonio García Jordan Taylor               | Chevrolet 5.5 L V8                   | M     | 373   |
| 15     | GT  | 91  | SRT Motorsports                 | Marc Goossens Dominik Farnbacher Ryan Dalziel            | SRT Viper GTS-R                      | M     | 372   |
| 15     | GT  | 91  | SRT Motorsports                 | Marc Goossens Dominik Farnbacher Ryan Dalziel            | SRT 8.0 L V10                        | M     | 372   |
| 16     | GT  | 06  | CORE Autosport                  | Patrick Long Colin Braun Michael Christensen             | Porsche 911 GT3 RSR (997)            | M     | 372   |
| 16     | GT  | 06  | CORE Autosport                  | Patrick Long Colin Braun Michael Christensen             | Porsche 4.0 L Flat-6                 | M     | 372   |
| 17     | P2  | 02  | Extreme Speed Motorsports       | Ed Brown Johannes van Overbeek Rob Bell                  | HPD ARX-03b                          | M     | 369   |
| 17     | P2  | 02  | Extreme Speed Motorsports       | Ed Brown Johannes van Overbeek Rob Bell                  | Honda HR28TT 2.8 L Turbo V6          | M     | 369   |
| 18     | GT  | 23  | Team West/AJR/Boardwalk Ferrari | Johnny Mowlem Bill Sweedler Leh Keen                     | Ferrari 458 Italia GT2               | Y     | 369   |
| 18     | GT  | 23  | Team West/AJR/Boardwalk Ferrari | Johnny Mowlem Bill Sweedler Leh Keen                     | Ferrari 4.5 L V8                     | Y     | 369   |
| 19     | GT  | 4   | Corvette Racing                 | Oliver Gavin Richard Westbrook Tommy Milner              | Chevrolet Corvette C6.R GT2          | M     | 369   |
| 19     | GT  | 4   | Corvette Racing                 | Oliver Gavin Richard Westbrook Tommy Milner              | Chevrolet 5.5 L V8                   | M     | 369   |
| 20     | PC  | 7   | BAR1 Motorsports                | Tomy Drissi Rusty Mitchell James French                  | Oreca FLM09                          | C     | 365   |
| 20     | PC  | 7   | BAR1 Motorsports                | Tomy Drissi Rusty Mitchell James French                  | Chevrolet 6.2 L V8                   | C     | 365   |
| 21     | PC  | 52  | PR1/Mathiasen Motorsports       | Dane Cameron Mike Guasch David Cheng                     | Oreca FLM09                          | C     | 359   |
| 21     | PC  | 52  | PR1/Mathiasen Motorsports       | Dane Cameron Mike Guasch David Cheng                     | Chevrolet 6.2 L V8                   | C     | 359   |
| 22     | GTC | 45  | Flying Lizard Motorsports       | Spencer Pumpelly Madison Snow Nelson Canache, Jr.        | Porsche 911 GT3 Cup (997)            | Y     | 357   |
| 22     | GTC | 45  | Flying Lizard Motorsports       | Spencer Pumpelly Madison Snow Nelson Canache, Jr.        | Porsche 4.0 L Flat-6                 | Y     | 357   |
| 23     | GTC | 27  | Dempsey Racing                  | Patrick Dempsey Andy Lally Joe Foster                    | Porsche 911 GT3 Cup (997)            | Y     | 357   |
| 23     | GTC | 27  | Dempsey Racing                  | Patrick Dempsey Andy Lally Joe Foster                    | Porsche 4.0 L Flat-6                 | Y     | 357   |
| 24     | GTC | 11  | JDX Racing                      | Mike Hedlund Jon Fogarty Jan Heylen                      | Porsche 911 GT3 Cup (997)            | Y     | 357   |
| 24     | GTC | 11  | JDX Racing                      | Mike Hedlund Jon Fogarty Jan Heylen                      | Porsche 4.0 L Flat-6                 | Y     | 357   |
| 25     | GTC | 22  | Alex Job Racing                 | Cooper MacNeil Jeroen Bleekemolen Sebastiaan Bleekemolen | Porsche 911 GT3 Cup (997)            | Y     | 356   |
| 25     | GTC | 22  | Alex Job Racing                 | Cooper MacNeil Jeroen Bleekemolen Sebastiaan Bleekemolen | Porsche 4.0 L Flat-6                 | Y     | 356   |
| 26     | GTC | 44  | Flying Lizard Motorsports       | Seth Neiman Brett Sandberg Dion von Moltke               | Porsche 911 GT3 Cup (997)            | Y     | 344   |
| 26     | GTC | 44  | Flying Lizard Motorsports       | Seth Neiman Brett Sandberg Dion von Moltke               | Porsche 4.0 L Flat-6                 | Y     | 344   |
| 27     | GTC | 66  | TRG                             | Ben Keating Craig Stanton Damien Faulkner                | Porsche 911 GT3 Cup (997)            | Y     | 339   |
| 27     | GTC | 66  | TRG                             | Ben Keating Craig Stanton Damien Faulkner                | Porsche 4.0 L Flat-6                 | Y     | 339   |
| 28     | GTC | 31  | NGT Motorsport                  | Angel Benitez, Jr. Christina Nielsen Nicolas Armindo     | Porsche 911 GT3 Cup (997)            | Y     | 339   |
| 28     | GTC | 31  | NGT Motorsport                  | Angel Benitez, Jr. Christina Nielsen Nicolas Armindo     | Porsche 4.0 L Flat-6                 | Y     | 339   |
| 29     | PC  | 9   | RSR Racing                      | Bruno Junqueira Duncan Ende Gustavo Menezes              | Oreca FLM09                          | C     | 295   |
| 29     | PC  | 9   | RSR Racing                      | Bruno Junqueira Duncan Ende Gustavo Menezes              | Chevrolet 6.2 L V8                   | C     | 295   |
| 30 Abd | GTC | 10  | Dempsey Racing                  | Charlie Putman Charles Espenlaub Darren Law              | Porsche 911 GT3 Cup (997)            | Y     | 277   |
| 30 Abd | GTC | 10  | Dempsey Racing                  | Charlie Putman Charles Espenlaub Darren Law              | Porsche 4.0 L Flat-6                 | Y     | 277   |
| 31 Abd | P1  | 0   | DeltaWing Racing Cars           | Katherine Legge Andy Meyrick                             | DeltaWing DWC13                      | B     | 209   |
| 31 Abd | P1  | 0   | DeltaWing Racing Cars           | Katherine Legge Andy Meyrick                             | Élan 1.9 L Turbo I4                  | B     | 209   |
| 32 Abd | P1  | 6   | Muscle Milk Pickett Racing      | Klaus Graf Lucas Luhr Romain Dumas                       | HPD ARX-03a                          | M     | 200   |
| 32 Abd | P1  | 6   | Muscle Milk Pickett Racing      | Klaus Graf Lucas Luhr Romain Dumas                       | Honda 3.4 L V8                       | M     | 200   |
| 33 Abd | PC  | 18  | Performance Tech Motorsports    | Tristan Nunez Charlie Shears                             | Oreca FLM09                          | C     | 121   |
| 33 Abd | PC  | 18  | Performance Tech Motorsports    | Tristan Nunez Charlie Shears                             | Chevrolet 6.2 L V8                   | C     | 121   |
| 34 Abd | GT  | 48  | Paul Miller Racing              | Bryce Miller Marco Holzer Emmanuel Collard               | Porsche 911 GT3 RSR (997)            | M     | 76    |
| 34 Abd | GT  | 48  | Paul Miller Racing              | Bryce Miller Marco Holzer Emmanuel Collard               | Porsche 4.0 L Flat-6                 | M     | 76    |